# Leugenbank

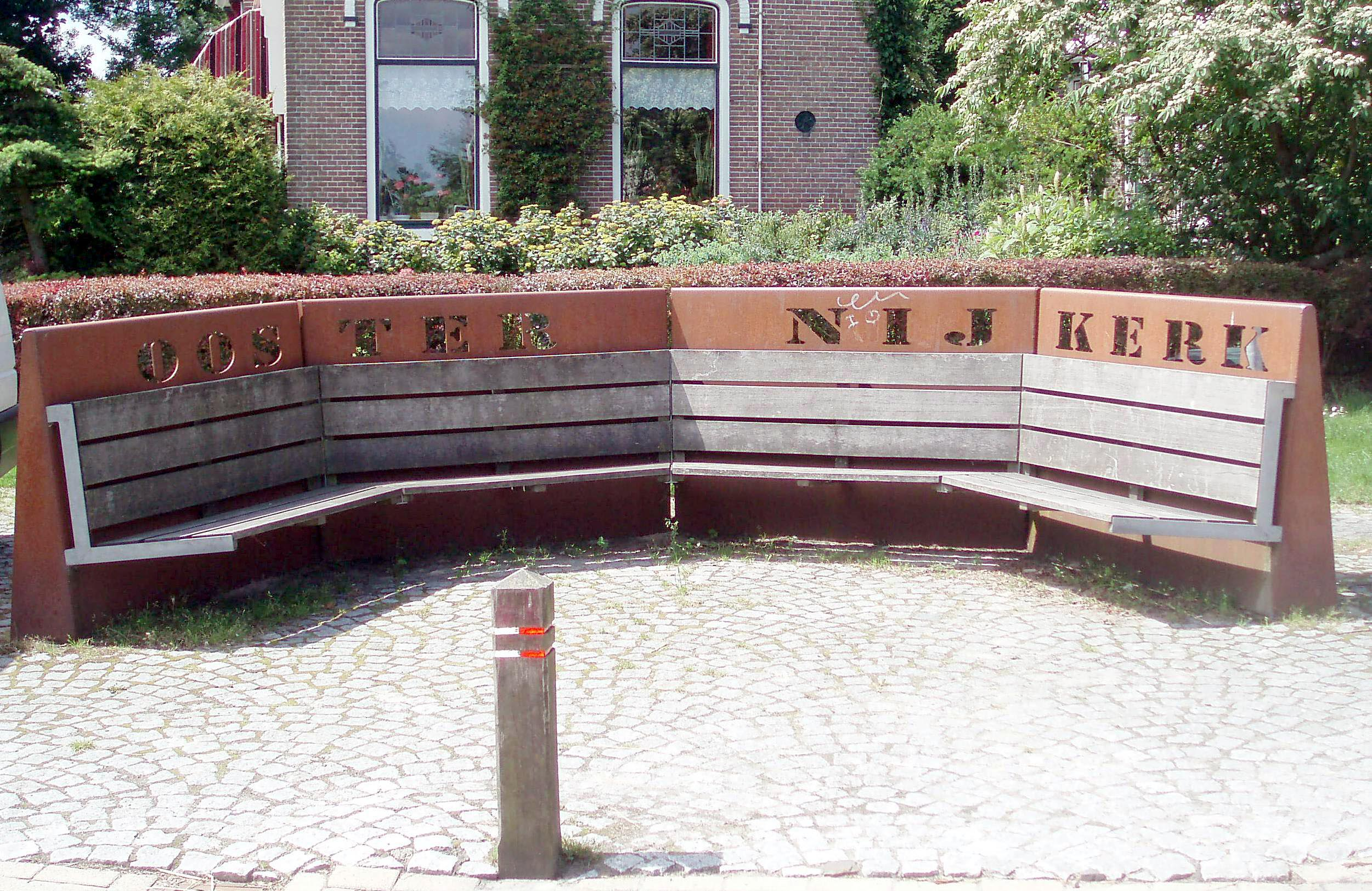
Leugenbank in Oosternijkerk

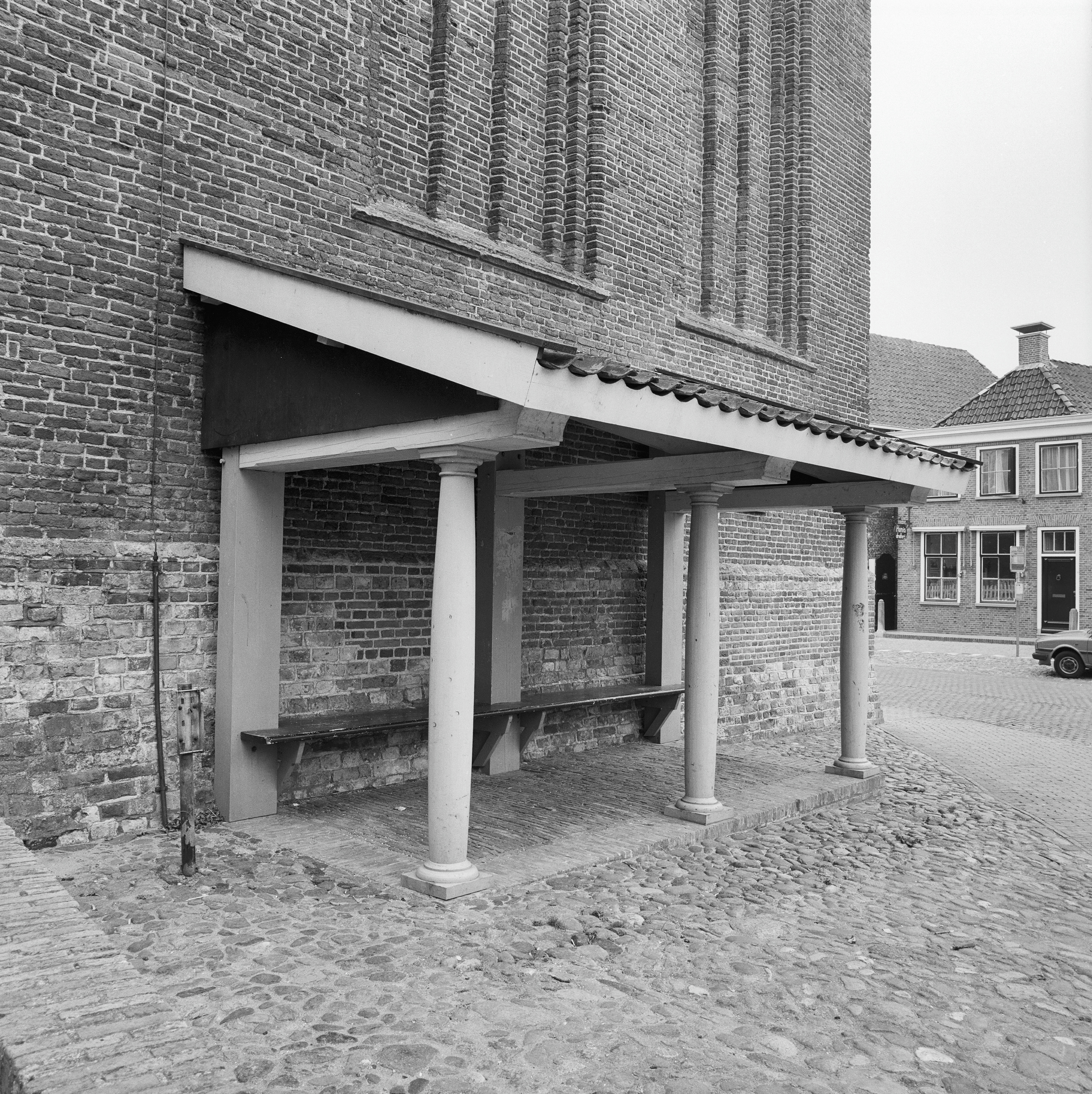
Leugenbank geplaatst tegen de toren van de Grote of Sint-Gertrudiskerk in het centrum van Workum.

Een leugenbank is een van oudsher bestaande benaming voor een lokale plek waar bewoners samenkomen om nieuwtjes uit te wisselen. Het is een plaats om te zitten, gesitueerd op een strategische plaats in de openbare ruimte van een dorp of stad. Hierbij is de bank meestal in de open lucht geplaatst en hooguit voorzien van een afdak en enkele wandjes ter beschutting. Traditioneel is de plaats in de nabijheid van de haven. Ook centraal gelegen, zoals het dorpsplein of het marktplein, zijn bekende plekken voor een leugenbank.
Het Woordenboek der Nederlandsche Taal noemt het een plek "waar leegloopende lieden, b.v. zeelieden aan den wal, zich dagelijks verzamelen en allerlei verhalen opdissen", met als vroegste gebruik in het jaar 1645.